# مزار پیغمبر (همدان)
مزار پیغمبر در ابتدای بازار فلسطین (یهودی‌های سابق) در داخل مسجد پیغمبر «کنیسهٔ حجی سابق» در شهر همدان واقع شده‌است. این مرقد در داخل مسجد در سمت محراب در اطاقی کوچک و سه گوش قرار دارد. مرقد متعلق به حجی (یا حگی) (برجیس در منابع اسلامی) پیغمبر و چند تن از بزرگان و عرفای بزرگ یهود است که در اطراف مرقد حَجَی قرار دارند. بر روی مزار پیغمبر ضریح چوبی مشبکی به رنگ سبز قرار دارد. سنگ مزار پیغمبر در زیر ضریح چوبی پوشیده از کاشی‌های فیروزه رنگ و آبی است. حجی پیغمبر (برجیس یا حگی) یکی از انبیای بنی‌اسرائیل در زمان داریوش بزرگ هخامنشی بود که صحیفهٔ وی در جزو کتاب مقدس عهد عتیق به چاپ رسیده‌است.